# ブックサプライ
株式会社ブックサプライは、大阪府吹田市に本社を置く日本の企業。中古の書籍、漫画、専門書、ブルーレイ、DVD、CD、ゲームなどの買取および販売を主力事業とし、宅配買取サービス、書店との提携による買取サービス、業務支援システムの開発、福祉支援事業などを展開している。
。

## 概要
2000年1月、藪田 真吾により設立された。。
宅配便を活用した買取方式を採用し、利用者が商品を箱詰めして送付し、査定金額に同意した場合に取引が成立する。買取金額が2,000円以上の場合は送料が無料となる
2024年時点で累計買取点数は2,000万点を超えていると報じられている。
。
2015年には、一般社団法人ユニオンブックスによる就労継続支援A型事業「ほんのきもち」を開設し、障がいや事情を抱える人々の就労支援にも取り組んでいる。

## 沿革
- 2000年1月 - 設立
- 2012年 - 書店での店頭買取サービスを開始[6]。
- 2015年 - 一般社団法人ユニオンブックス就労継続支援A型事業「ほんのきもち」開設[5]。
- 2025年7月 - 書店での店頭買取サービス導入店舗数が全国102店舗を突破[7]。

## 事業内容

### 宅配買取
個人ユーザーからの買取をオンラインで受け付け、宅配便で回収・査定後に再販する。買取金額が2,000円以上の場合は送料が無料。

### 書店での買取サービス
書店店頭にて中古商品の査定・買取を行うサービスを展開。2012年に導入され、2025年7月時点で全国102店舗を超える。地域密着型の対面方式で、店舗規模や立地条件に応じた運用が可能。

### 自動査定システム
書店向けに自動査定システムを提供し、簡易な運用で買取業務が可能。

### 査定と価格戦略
独自のアルゴリズムに基づき市場相場から査定価格を提示。ジャンルや商品の状態により変動し、ビジネス書や専門書など市場価値の高い商品には高めの価格を設定している。

## 社会貢献活動

### チャリティプログラム
不要になった本やCDなどの査定額を社会貢献団体へ寄付する「チャリティプログラム」を実施。2025年8月時点で累計寄付額は約405万円に達している。2024年には岡山市の文学によるまちづくり推進事業、佐賀県の糖尿病患者支援プロジェクト、各地の地方創生事業などに計50万円、また令和6年能登半島地震被災地支援として石川県輪島市に122,440円を寄付した。寄付先には医療、文化、災害復興、地域振興分野が含まれる。

### 福祉・就労支援
2015年、一般社団法人ユニオンブックス就労継続支援A型事業「ほんのきもち」を開設し、障がいや事情を抱える人々の就労スキル習得と自立を支援。

### 国際支援
認定NPO法人 世界の子どもにワクチンを 日本委員会（JCV）と10年以上連携し、開発途上国の子どもへのワクチン支援を継続。書籍やCDなどを送付すると査定額が寄付され、1件あたり約45人分のポリオワクチンに相当。
1. ↑  “企業情報”.   株式会社ブックサプライ. 2025年8月13日閲覧。
2. ↑  ““捨てない”が広げる支援の輪――8月8日は『リユースの日』特別キャンペーン開催”.   毎日新聞デジタル. 2025年8月13日閲覧。
3. ↑  “買取の流れ”.   ブックサプライ宅配買取サイト. 2025年8月13日閲覧。
4. 1 2  “「本の力で結ぶ絆」ブックサプライが石川県輪島市への寄付を実施”.   財経新聞 (2024年3月11日). 2025年8月13日閲覧。
5. 1 2 3  “一般社団法人ユニオンブックス公式サイト”. 2025年8月13日閲覧。
6. ↑  “読む・買う・売るがそろう、書店の新しいスタイル──店頭買取、全国102店舗に導入拡大”.   NewsPicks. 2025年8月13日閲覧。
7. ↑  “読む・買う・売るがそろう、書店の新しいスタイル──店頭買取、全国102店舗に導入拡大”.   産経ニュース. 2025年8月13日閲覧。
8. ↑  “買取の流れ”.   ブックサプライ宅配買取サイト. 2025年8月14日閲覧。
9. ↑  “読む・買う・売るがそろう、書店の新しいスタイル──店頭買取、全国102店舗に導入拡大”.   毎日新聞デジタル. 2025年8月14日閲覧。
10. ↑  “全国101店舗突破！書店向け買取システムを支えるブックサプライ”.   時事ドットコム. 2025年8月14日閲覧。
11. ↑  “買取金額15％UPは今だけ！会員15万人突破記念のビックチャンス”.   毎日新聞デジタル. 2025年8月14日閲覧。
12. ↑  “チャリティプログラム”.   株式会社ブックサプライ. 2025年8月14日閲覧。
13. ↑  “「文学によるまちづくり推進事業」支援”.   SEOTOOLS. 2025年8月14日閲覧。
14. ↑  “「糖尿病患者・家族を“救う”-佐賀から日本、世界基準へ-」支援”.   財経新聞. 2025年8月14日閲覧。
15. ↑  “「八王子市まち・ひと・しごと創生総合戦略」支援”.   財経新聞. 2025年8月14日閲覧。
16. ↑  “「ひょうごプレミアム芸術デー」支援”.   神戸新聞NEXT. 2025年8月14日閲覧。
17. ↑  “「鹿児島市まち・ひと・しごと創生総合戦略」支援”.   財経新聞. 2025年8月14日閲覧。
18. ↑  “ワクチン支援”.   朝日新聞デジタルマガジン＆[and]. 2025年8月8日閲覧。